# Jądro niskowzgórzowe
Jądro niskowzgórzowe, jądro Luysa (łac. nucleus subthalamicus, nucleus Luysi) – część niskowzgórza, parzystej struktury mózgowia, zaliczane do 5 jąder podstawnych. Kształtem przypomina spłaszczone wrzeciono, którego długa oś leży w płaszczyźnie strzałkowej. 
Na przekrojach czołowych jest ono widoczne w postaci dwuwypukłej soczewki, w której można rozróznić dwie powierzchnie:
- dolno-boczną, która spoczywa na torebce wewnętrznej przylegając w tylnym odcinku do istoty czarnej
- górno-przyśrodkową, która leży poniżej warstwy niepewnej, i od której oddziela ją istota biała pola H2.

Największy wymiar jądro niskowzgórzowe osiąga na przekrojach czołowych, przeprowadzanych tuż za ciałami suteczkowatymi, malejąc stopniowo ku obu końcom. Tylny koniec jądra znajduje się na granicy niskowzgórza i nakrywki, a przedni w pobliżu ciała suteczkowatego. Łącznie długość jądra niskowzgórzowego wynosi przeciętnie 10–13 mm. Jądro niskowzgórzowe ma barwę czerwonawą lub jasnobrunatną. Jest to spowodowane gęstą siecią naczyń krwionośnych i obecnością komórek nerwowych z jasnobrunatnym barwnikiem.
Komórki nerwowe jądra niskowzgórzowego są przeważnie średniej wielkości, podobne nieco do komórek gałki bladej. W części przyśrodkowej są one ułożone gęściej i mają stosunkowo mniejsze wymiary, zaś w części bocznej wielkość ich dochodzi do 35–40 μm. Są to przeważnie komórki wielobiegunowe, o dendrytach dość długich i silnie rozgałęzionych.
Połączenia jądra niskowzgórzowego nie są jeszcze dokładnie zbadane. Z całą pewnością stwierdzono włókna nerwowe łączące jądra niskowzgórzowe ze skorupą, jądrem ogoniastym, czerwiennym, tworem siatkowatym śródmózgowia, warstwa niepewną, wzgórzem, istotą szarą środkową podwzgórza oraz z jądrem niskowzgórzowym strony przeciwnej. Do jądra niskowzgórzowego dochodzą również włókna rozpoczynające się w płacie czołowym; tworzą one drogę korowo-niskowzgórzową (łac. tractus corticosubthalamicus).
Jądro to zalicza się zwykle do układu pozapiramidowego. U chorych z uszkodzeniem jądra Luysa występują gwałtowne ruchy mimowolne, głównie mięśni tułowia i części proksymalnych kończyn z reguły przeciwnej strony do uszkodzenia, co jest nazywane hemibalizmem (łac. hemibalismus), które należy do zaburzeń hipotoniczno-hiperkinetycznych.